# Ankistrodon indicus
Ankistrodon indicus és una espècie extinta d'arcosaure. Originalment es va creure que era un dinosaure, més tard es va determinar que en realitat es tracta d'un arcosaure proterosúquid. Aquesta espècie va ser descrita pel zoòleg Thomas Henry Huxley l'any 1865. En la dècada de 1970 una autoritat va classificar Ankistrodon com a sinònim més modern de Proterosuchus.